# Castell de Sant Quintí
El Castell de Sant Quintí és un edifici de Sant Quintí de Mediona (Alt Penedès) declarat bé cultural d'interès nacional. Fortalesa documentada al segle xiv, tot i que segurament fou construïda durant la Guerra de Successió, després de ser incendiat el poble de Sant Quintí (1714). Formà part de la baronia de Mediona i, per tant, dels vescomtes de Cardona. El castell de Sant Quintí està situat dalt d'un turó proper al nucli urbà i al costat del cementiri. És un recinte de planta quadrada, amb una torre de secció quadrada en un extrem i diverses construccions posteriors annexes. Encara es poden veure els contraforts. Els seus murs són fets amb carreus de mides i disposició irregular.